# Medveďov
Medveďov (hongarès Medve) és un municipi d'Eslovàquia que es troba a la regió de Trnava, a l'oest del país al marge esquerra del Danubi que hi fa frontera am Hongria. S'hi troba un pont fronterer. Hi ha una minoria hongaresa. El 2021 tenia 532 habitants.

## Història
La primera menció escrita de la vila es remunta al 1252, el poble es va desenvolupar des dels anys 1000 a costat d'un güell al Danubi.

## Demografia
| Godina             | 1994 | 2004   | 2014   | 2024   |
| ------------------ | ---- | ------ | ------ | ------ |
| Nombre de persones | 564  | 573    | 546    | 522    |
| Diferència         |      | +1,59% | −4,71% | −4,39% |

| Godina             | 2023 | 2024   |
| ------------------ | ---- | ------ |
| Nombre de persones | 528  | 522    |
| Diferència         |      | −1,13% |